# Francesco Manca
Francesco Manca (né en novembre 1966 à Milan) est un astronome italien.

## Biographie
Francesco Manca est un découvreur prolifique d'astéroïdes qui opère depuis l'observatoire de Sormano, situé près de Milan. En dehors des observations, ses travaux portent sur le calcul des rapprochements des astéroïdes avec la Terre, connecté au site de la NASA Jet Propulsion Laboratory consacré à l'étude des objets NEA, en plus de leur identification orbitale. Il est un membre de la SIMCA (Société Italienne de Mécanique Céleste et de astrodynamique).
L'astéroïde (15460) Manca porte son nom.
L'activité professionnelle est consacrée aux applications des systèmes de mesure pour suivre le ciel, installé sur de grands télescopes optiques et les radiotélescopes comme le Very Large Telescope VLT, ALMA Atacama Large Millimeter Array, télescope LBT Large Binocular, E-ELT European Extremely Large Telescope, ASTRI (Astrofisica con Specchi a Tecnologia Replicante Italiana), DAG (Turkish for Eastern Anatolia Observatory).

## Astéroïdes découverts
| (9111) Matarazzo[1] | 28 janvier 1997   |
| (9115) Battisti[1] | 27 février 1997   |
| (9796) Robotti[2] | 19 avril 1996     |
| (10387) Bepicolombo[1] | 18 octobre 1996   |
| (10605) Guidoni[3] | 3 novembre 1996   |
| (10606) Crocco[3] | 3 novembre 1996   |
| (11652) Johnbrownlee[1] | 7 février 1997    |
| (12405) Nespoli[3] | 15 septembre 1995 |
| (18542) Broglio[4] | 29 décembre 1996  |
| (18556) Battiato[1] | 7 février 1997    |
| (19318) Somanah[5] | 2 décembre 1996   |
| (21289) Giacomel[3] | 3 novembre 1996   |
| (26197) Bormio[1] | 31 mars 1997      |
| (27855) Giorgilli[4] | 4 janvier 1995    |
| (32944) Gussalli[1] | 19 novembre 1995  |
| (35334) Yarkovsky[1] | 31 mars 1997      |
| (37022) Robertovittori[6] | 22 octobre 2000   |
| (39734) Marchiori[2] | 14 décembre 1996  |
| (43956) Elidoro[1] | 31 mars 1997      |
| (43957) Invernizzi[1] | 7 février 1997    |
| (48643) Allen-Beach[1] | 20 octobre 1995   |
| (59087) Maccacaro[1] | 15 novembre 1998  |
| (69961) Millosevich[1] | 15 novembre 1998  |
| (79847) 1998 XY2[4] | 7 décembre 1998   |
| (96583) 1998 VG34[1] | 15 novembre 1998  |
| (100641) 1997 VO4[3] | 3 novembre 1997   |
| 2001 SC170 | 20 septembre 2001 |
| 1. avec Piero Sicoli 2. avec Paolo Chiavenna 3. avec Valter Giuliani 4. avec Augusto Testa 5. avec Marco Cavagna 6. avec Graziano Ventre |                   |

## Les publications
- Asteroid and Planet Close Encounters, Minor Planet Bulletin, (1999 F. Manca, P. Sicoli)
- Monitoring Hazardous Objects, Proceedings of the Third Italian Meeting of Planetary Science, (2000 F. Manca, P. Sicoli)
- Planetary Close Encounters, Proceedings of the Fourth Italian Meeting of Planetary Science, (2002 F. Manca, P. Sicoli)
- Minor planet recovery: analysis and verification of data obtained by OrbFit and Edipo software, Proceedings of the Fifth Italian Meeting of Planetary Science, (2003 F. Manca, A. Testa, M. Carpino)
- Identification of asteroids and comets: methods and results, Proceedings of the X National Conference on Planetary Science. (2011 F. Manca, P. Sicoli, and A. Testa)
- Identification of asteroids and comets: update on methods and results.  Proceedings of the XI National Conference on Planetary Science. (2013 F. Manca, A. Testa)
- Close encounters among asteroids, comets, Earth-Moon system and inner planets: the cases of (99942) Apophis and Comet C/2013 A1 . Proceedings of the XII Italian national workshop of planetary sciences. (2015 F. Manca, P. Sicoli, A. Testa)
- TANDEM: a new SST station at INAF-OAS Loiano Observatory.Presentation at 75th International Astronautical Congress (IAC), (2024 D. Gallieni, F. Manca)

- Publication excerpt from ADS (The SAO/NASA Astrophysics Data System)

### Sur le site du Minor Planet Center
- (en) Minor Planet Electronic Circular 2009-Y21 : COMET P/2009 W1 (Hill) (voir également la section suivante, Brera)
- (en) Minor Planet Electronic Circular 2009-H16 : PHA 1990 UA = 2009 FJ44
- (en) Minor Planet Electronic Circular 2008-G29 : PHA 2005 GY8 = 2008 FG5
- (en) Minor Planet Electronic Circular 2010-G51 : PHA 1998 WB2 = 2010 GJ7
- (en) Minor Planet Electronic Circular 2012-H43 : NEA 2001 QN142 = 2012 HP2
- (en) Minor Planet Electronic Circular 2012-S56 : NEA 2005 CZ6 = 2012 SO30
- (en) Minor Planet Electronic Circular 2012-T47 : NEA 2007 UZ1 = 2012 TC53
- (en) Minor Planet Electronic Circular 2012-T65 : NEA 2010 JN33 = 2012 TU78
- (en) Minor Planet Electronic Circular 2012-U91 : PHA 1999 VR6 = 2012 UV68
- (en) Minor Planet Electronic Circular 2013-F21 : PHA 2001 TA2 = 2013 FH
- (en) Minor Planet Electronic Circular 2013-J68 : NEA 2008 HJ3 = 2013 JV22
- (en) Minor Planet Electronic Circular 2013-T67 : NEA 2010 VD1 = 2013 TZ68
- (en) Minor Planet Electronic Circular 2013-X11 : NEA 1998 WP7 = 2013 WS45
- (en) Minor Planet Electronic Circular 2014-C52 : NEA 1995 CR = 2014 CL13
- (en) Minor Planet Electronic Circular 2014-H85 : NEA 2007 VE3 = 2014 HL132
- (en) Minor Planet Electronic Circular 2014-L08 : NEA 2011 ME = 2014 KU86
- (en) Minor Planet Electronic Circular 2014-N14 : NEA 2011 OK5 = 2014 MS41
- (en) Minor Planet Electronic Circular 2014-T15 : NEA 2005 SY25 = 2014 SA324
- (en) Minor Planet Electronic Circular 2014-T16 : NEA 2007 TF15 = 2014 SK304
- (en) Minor Planet Electronic Circular 2014-W47 : NEA 2014 UC115 = 2014 WN7
- (en) Minor Planet Electronic Circular 2014-W137 : PHA 2009 VZ = 2014 WA363
- (en) Minor Planet Electronic Circular 2014-X18 : NEA 2003 YE13 = 2014 WW365
- (en) Minor Planet Electronic Circular 2015-DA43 : NEA 2008 HA2 = 2015 DB54
- (en) Minor Planet Electronic Circular 2015-E38 : NEA 2007 EF88 = 2015 ES
- (en) Minor Planet Electronic Circular 2015-H75 : NEA 2000 AH205 = 2015 HS9
- (en) Minor Planet Electronic Circular 2015-H86 : COMET P/2004 R1 = 2015 HC10 (McNaught) (voir également la section suivante, Brera)
- (en) Minor Planet Electronic Circular 2015-H106 : NEA 2015 FO124 = 2015 DP224
- (en) Minor Planet Electronic Circular 2015-Q12: NEA 2001 QJ96 = 2015 PK229
- (en) Minor Planet Electronic Circular 2015-Q13: TRANS NEPTUNIAN OBJECT 2014 UM33 = 2010 TQ182
- (en) Minor Planet Electronic Circular 2015-R33: NEA 2000 SM10 = 2015 RF2
- (en) Minor Planet Electronic Circular 2015-X118: NEA 2010 VU198 = 2015 XR129
- (en) Minor Planet Electronic Circular 2015-X131: NEA 2012 XT111 = 2015 XQ169
- (en) Minor Planet Electronic Circular 2016-A145: NEA 2002 LE31 = 2016 AJ131
- (en) Minor Planet Electronic Circular 2016-E69: NEA 2005 EQ95 = 2016 EB28
- (en) Minor Planet Electronic Circular 2016-E94: NEA 2005 SC = 2016 EH56
- (en) Minor Planet Electronic Circular 2016-N47: NEA 2010 MH1 = 2016 NZ
- (en) Minor Planet Electronic Circular 2016-R162: NEA 2009 SY = 2016 RX33
- (en) Minor Planet Electronic Circular 2016-T106: NEA 2005 CE41 = 2016 TA19
- (en) Minor Planet Electronic Circular 2016-X73: NEA 2010 XN = 2016 XX17
- (en) Minor Planet Electronic Circular 2017-W67: NEA 2006 WY3 = 2017 WO
- (en) Minor Planet Electronic Circular 2017-Y110: PHA 2009 EV = 2017 YQ4
- (en) Minor Planet Electronic Circular 2018-B11: NEA 2003 UO12 = 2018 AX11
- (en) Minor Planet Electronic Circular 2018-E53: NEA 2018 EO1 = 2013 LG7
- (en) Minor Planet Electronic Circular 2018-H83: NEA 2001 SC170 = 2018 HP1
- (en) Minor Planet Electronic Circular 2018-R135: NEA 1998 UM1 = 2018 RP4
- (en) Minor Planet Electronic Circular 2018-U64: TRANS NEPTUNIAN OBJECT 1997 GA45 = 2001 FH193
- (en) Minor Planet Electronic Circular 2018-V130: NEA 2018 VX1 = 2018 VA6
- (en) Minor Planet Electronic Circular 2019-A120: NEA 2007 HW4 = 2019 AE5
- (en) Minor Planet Electronic Circular 2019-B157: PHA 2012 OP4 = 2019 BR4
- (en) Minor Planet Electronic Circular 2019-C76: NEA 2002 CC26 = 2019 CM1
- (en) Minor Planet Electronic Circular 2019-H100: NEA 2014 HC177 = 2019 HU3
- (en) Minor Planet Electronic Circular 2019-R82: NEA 2008 CR116 = 2019 RN1
- (en) Minor Planet Electronic Circular 2019-T98: NEA 2015 FJ35 = 2019 TQ1
- (en) Minor Planet Electronic Circular 2019-V63: PHA 1998 US18 = 2019 VC1
- (en) Minor Planet Electronic Circular 2019-W120: NEA 2019 UG7 = 2019 WP
- (en) Minor Planet Electronic Circular 2020-C63: NEA 2020 BC15 = 2007 CP5
- (en) Minor Planet Electronic Circular 2020-Q219: NEA 2005 FK = 2020 OU4
- (en) Minor Planet Electronic Circular 2020-Q225: NEA 1998 WA2 = 2020 PE
- (en) Minor Planet Electronic Circular 2020-U167: NEA 1998 VD32 = 2020 SS7
- (en) Minor Planet Electronic Circular 2020-V103 NEA 2001 GP2 = 2020 UJ7
- (en) Minor Planet Electronic Circular 2020-W35 PHA 2003 WP21 = 2020 VO6
- (en) Minor Planet Electronic Circular 2020-X13 NEA 2020 QM = 2019 RM4
- (en) Minor Planet Electronic Circular 2021-B32 NEA 2019 YH4 = 2010 CP199
- (en) Minor Planet Electronic Circular 2021-B33 NEA 2015 OO = 2010 CR247
- (en) Minor Planet Electronic Circular 2021-C49 NEA 2017 GQ5 = 2010 JY209
- (en) Minor Planet Electronic Circular 2021-C192 PHA 2010 KD149 = 2010 PW58
- (en) Minor Planet Electronic Circular 2021-F81 PHA 2010 FF10 = 2021 ES5
- (en) Minor Planet Electronic Circular 2021-J242 NEA 2010 LE152 = 2020 XY3
- (en) Minor Planet Electronic Circular 2021-K96 NEA 2010 NT81 = 2016 FZ14
- (en) Minor Planet Electronic Circular 2021-T58 NEA 2006 TO = 2021 TQ
- (en) Minor Planet Electronic Circular 2021-T131 NEA 2007 VD138 = 2021 SO5
- (en) Minor Planet Electronic Circular 2021-W27 NEA 2001 KY18 = 2021 VD5
- (en) Minor Planet Electronic Circular 2022-A16  PHA 2010 BV132 = 2021 MB2
- (en) Minor Planet Electronic Circular 2022-A124 PHA 2011 AT26 = 2022 AN3
- (en) Minor Planet Electronic Circular 2022-C25 NEA 2010 GT21 = 2021 VE10
- (en) Minor Planet Electronic Circular 2022-C54 NEA 2010 HW81 = 2022 BD3
- (en) Minor Planet Electronic Circular 2022-C220 NEA 2019 AG3 = 2010 KC138
- (en) Minor Planet Electronic Circular MPEC 2022-P105 NEA 2022 OU1 = 2010 BT71
- (en) Minor Planet Electronic Circular MPEC 2023-R08 NEA 2023 JH5 = 2010 MP122
- (en) Minor Planet Electronic Circular MPEC 2024-M22 NEA 2020 NB1 = 2010 JV181
- (en) Minor Planet Electronic Circular MPEC 2024-U131: NEA 2014 LM25 = 2019 LD7 = 2024 PE1
- (en) Minor Planet Electronic Circular MPEC 2025-M163 NEA 2008 NA = 2025 MF90

### Sur le site de l'observatoire de Brera
- (en) IAUC 9102 : COMET P/2009 W1 (Hill)
- (en) CBET 4094 : COMET P/2015 HC_10 = P/2004 R1 (McNAUGHT)